# Nectria humicola
Nectria humicola är en svampart som beskrevs av P.Rama Rao 1969. Nectria humicola ingår i släktet Nectria och familjen Nectriaceae.   Inga underarter finns listade i Catalogue of Life.